# Kirche von Lau

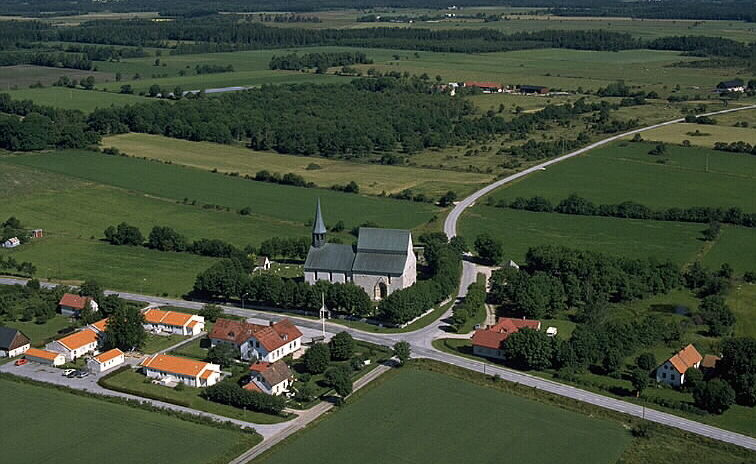
Kirche von Lau

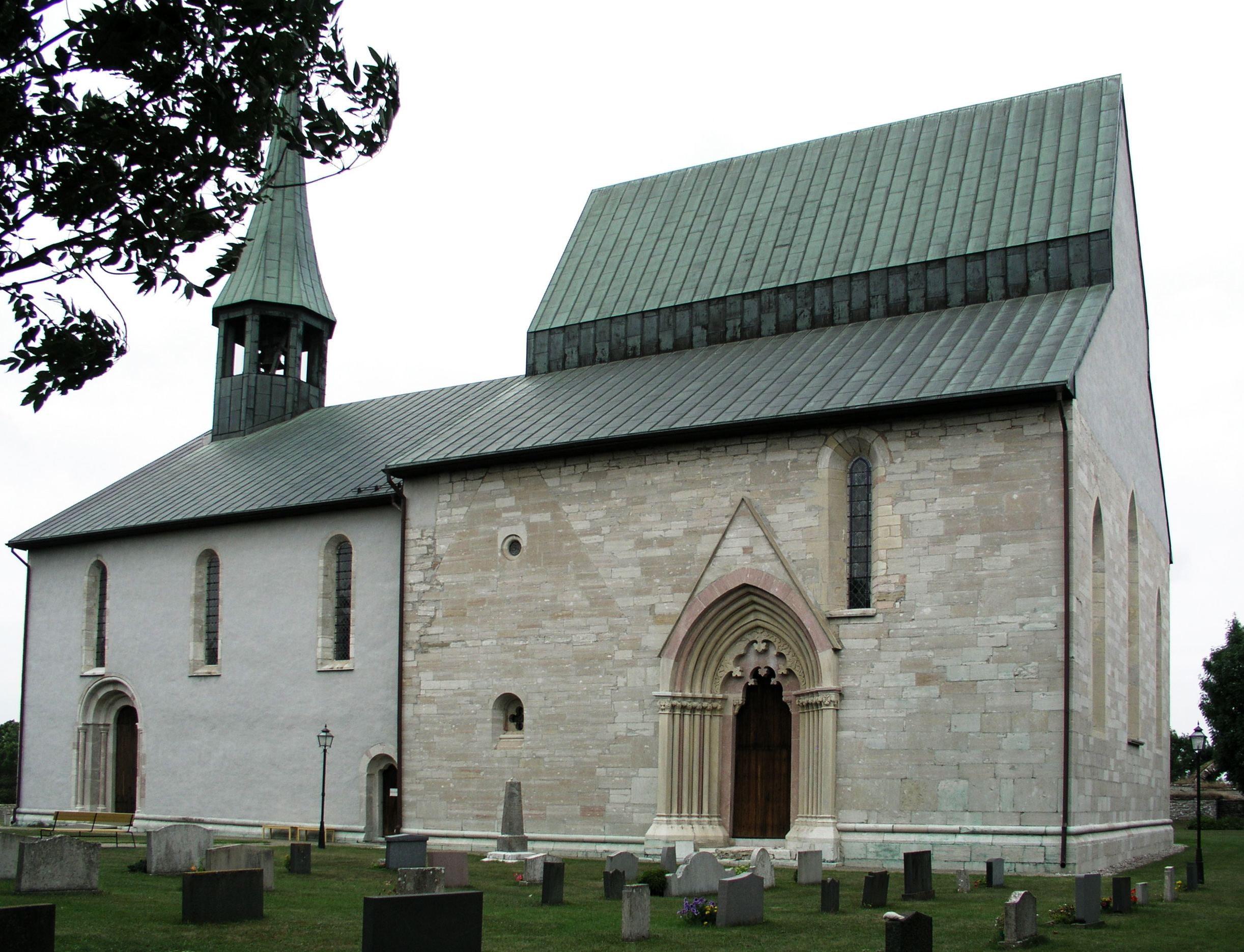
Kirche von Lau

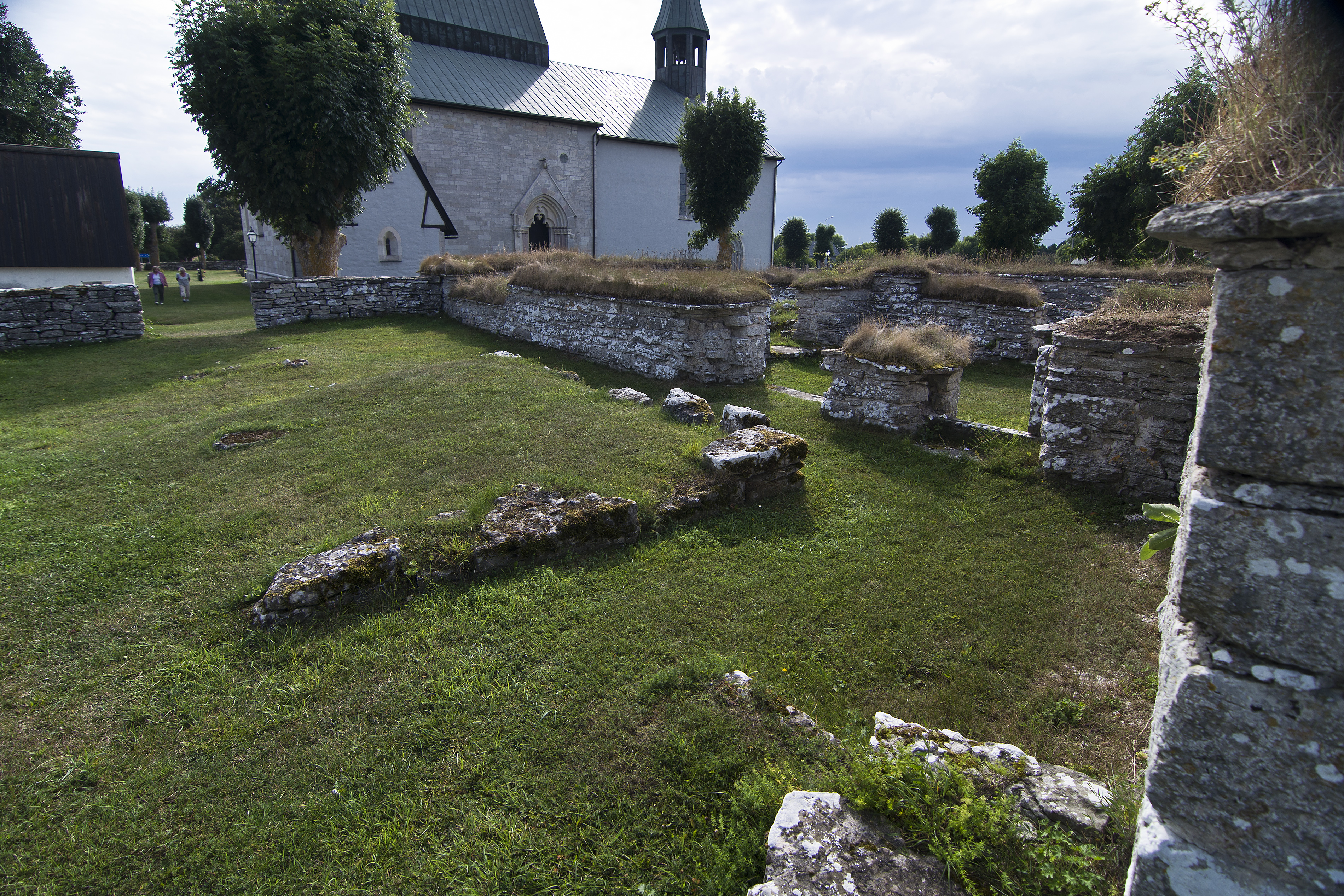
Pfarrhausruine an der Kirche von Lau

Die Kirche von Lau (schwed. Lau kyrka) ist eine der größten Landkirchen auf der schwedischen Ostseeinsel Gotland. Sie stammt überwiegend aus dem 13. Jahrhundert und vereinigt Stilelemente der Romanik und Gotik.

## Beschreibung
Das aus der ersten Hälfte des 13. Jahrhunderts stammende dreischiffige romanische Langhaus setzt sich in einem um das Jahr 1300 angefügten etwa gleich breiten, aber höheren gotischen Chor mit Sakristei fort. Der gotische Chor ersetzte den gleichzeitig mit dem Langhaus errichteten kreuzförmigen oder querschiffartigen Chor mit Kapellen (ähnlich dem von St. Clemens in Visby), dessen Reste noch am südlichen Giebel des heutigen Chores sichtbar sind. Die Kirche hat statt eines Turmes einen Dachreiter.
Der für eine Landkirche sehr große Bau mit beeindruckender Akustik, hohen Gewölben, kraftvollen basen- und kapitellverzierten Säulen wird spekulativ mit einer Funktion als Wallfahrtskirche oder zusammen mit der Kirche von Vamlingbo als besondere Ordenskirche der Dominikaner aus Visby verbunden. Die Mönche sollen die beiden Kirchen für Predigten zur Landbevölkerung genutzt haben. Die Kirche hat fünf Eingänge, von denen vier hohe, prächtige Portale mit einer Ornamentik aus Pflanzen und Figuren sind. Als Schöpfer des Kapitells des Nordportals gilt der auch in Ala und Alskog vertretene Meister, der in der Kunstgeschichte den Namen „Globus“ erhielt und als Schüler des Calcarius oder des Byzantios gilt.
Zum kulturhistorisch wertvollen Inventar der Kirche gehören:
- das Taufbecken aus dem späten 12. Jahrhundert stammt vermutlich von dem Meister Sighraf
- das Triumphkreuz aus der Mitte des 13. Jahrhunderts ist eines der größten in Skandinavien.
- der bemalte Flügelaltar stammt aus dem 15. Jahrhundert
- die im 15. Jahrhundert – dem Stil nach zu schließen – in einer Werkstatt aus dem Umfeld des Lübecker Rotgießers Johann Apengeter (er selbst wirkte im 14. Jh.) gegossene Glocke steht heute im Langhaus.
- die eisernen mittelalterlichen Hängeleuchter

Wenige Meter nördlich der Kirche liegt die Ruine eines Kastals (Verteidigungs- bzw. Wachturm) aus dem 12. Jahrhundert, der nach einem Umbau als Pfarrhof (prästgård) genutzt wurde. Sowohl nördlich als auch südlich der Kirche liegen Gräberfelder aus der Eisenzeit.

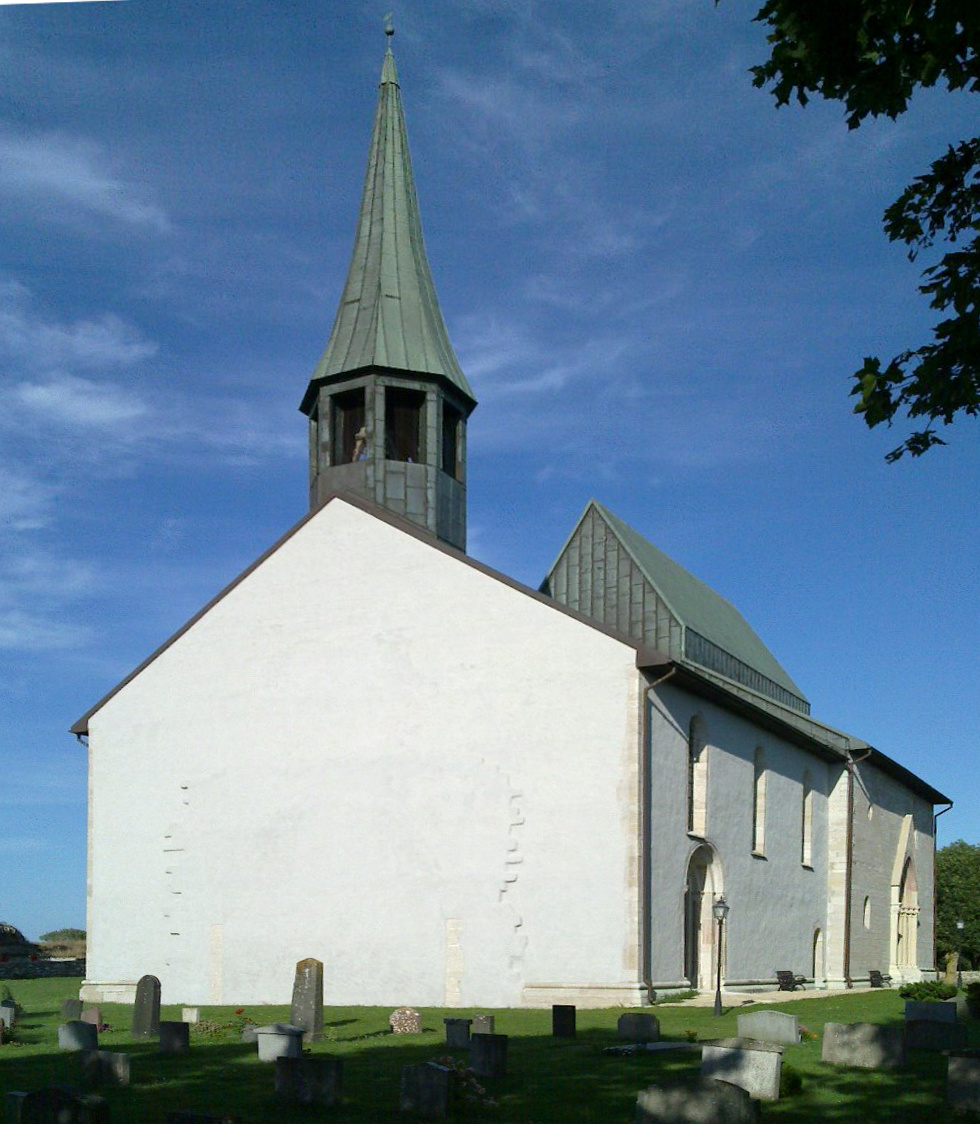
Kirche von Lau
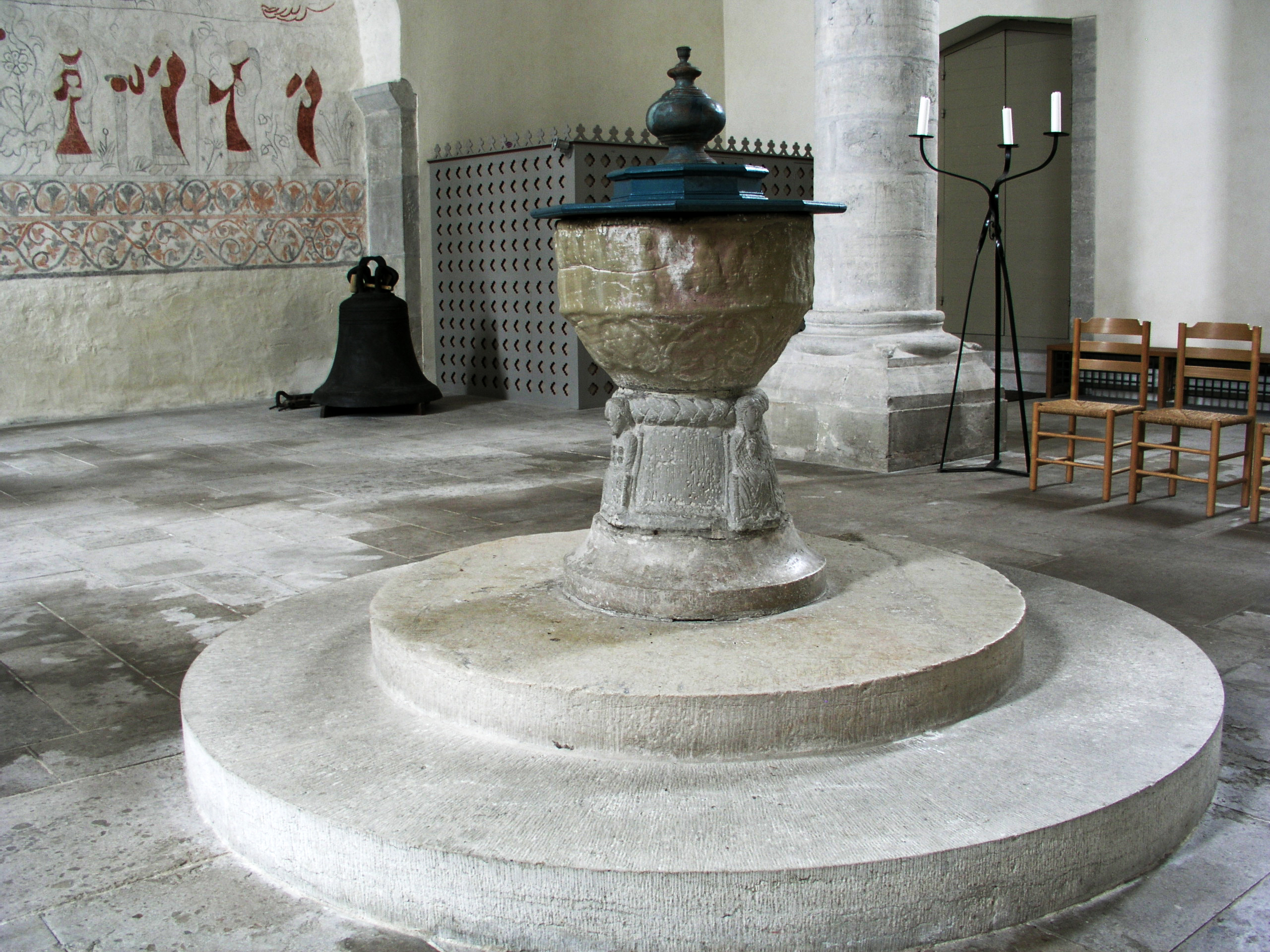
Taufstein von 1200
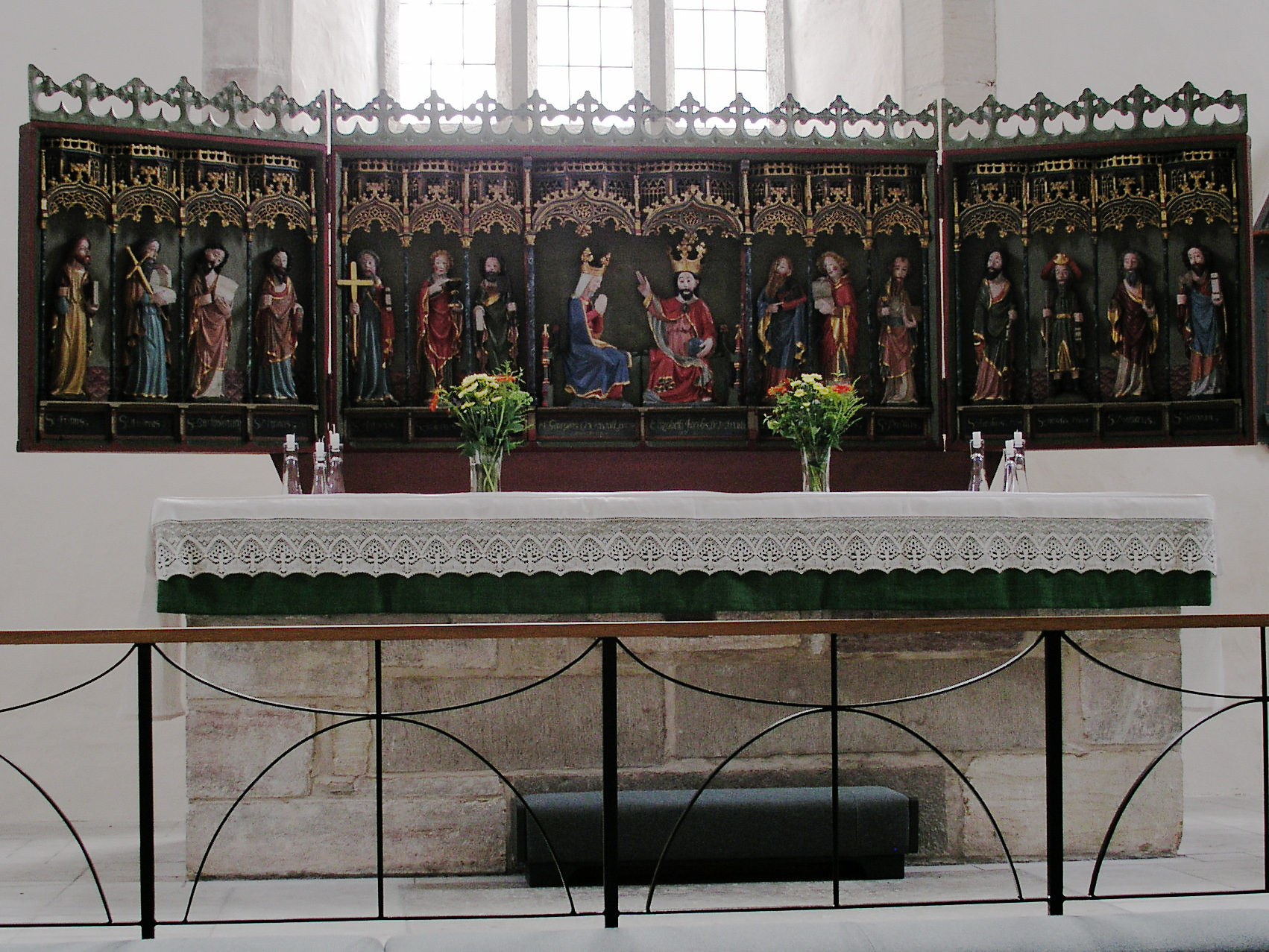
Lübecker Altar
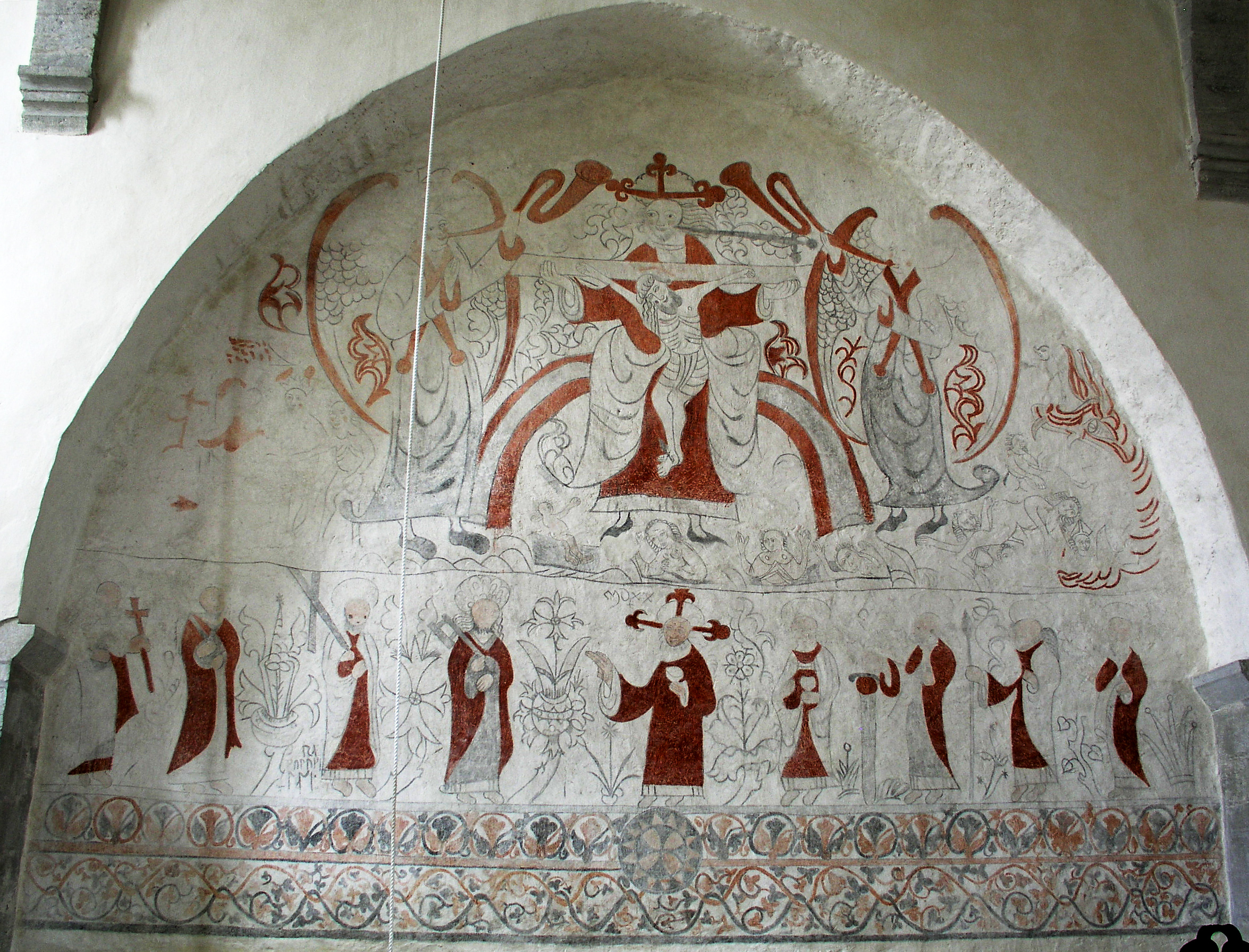
Wandmalerei